# 山本千賀
山本 千賀（やまもと ちか、1960年10月15日 - ）は、日本の元女子バスケットボール選手である。現姓：中川（なかがわ）。大阪府出身。薫英高等学校卒業。現役時代は日立戸塚に所属していた。
1983年世界選手権に全日本メンバーとして出場。